# Tornquist Bay
Die Tornquist Bay ist eine kleine Bucht an der Nordküste Südgeorgiens. Sie liegt zwischen Kap Constance und dem Antarctic Point.
Wissenschaftler der britischen Discovery Investigations kartierten sie zwischen 1929 und 1930. Sie benannten sie Windy Cove (englisch für Windige Bucht) nach den hier auftretenden heftigen Windböen. Infolge der Vermessungen durch den South Georgia Survey zwischen 1951 und 1952 stellte sich heraus, dass die Bucht bereits zuvor Wal- und Robbenjägern unter ihrem heutigen Namen bekannt war. Namensgeber ist die Ernesto Tornquist, ein Schiff der Walfanggesellschaft Compañía Argentina de Pesca, die am 16. Oktober 1950 am Kap Constance havarierte und deren Wrack am Westufer der Bucht liegt. Als Windy Cove ist nunmehr eine Bucht unmittelbar südöstlich des Antarctic Point bekannt.